# Felipe Gallegos
Luis Felipe Gallegos Silva (Copiapó, 3 de dezembro de 1991) é um futebolista chileno que joga como meio-campista no OFI Creta.

## Carreira
Ele marcou seu primeiro gol profissional em 15 de agosto de 2010, contra o Everton na vitória 5 a 1 da Universidad de Chile.

## Estatísticas
Até 26 de fevereiro de 2012.

### Clubes
| Clube                | Temporada         | Campeonato nacional | Campeonato nacional | Copa nacional[a] | Copa nacional[a] | Competições continentais[b] | Competições continentais[b] | Outros torneios[c] | Outros torneios[c] | Total | Total |
| Clube                | Temporada         | Jogos               | Gols                | Jogos            | Gols             | Jogos                       | Gols                        | Jogos              | Gols               | Jogos | Gols  |
| -------------------- | ----------------- | ------------------- | ------------------- | ---------------- | ---------------- | --------------------------- | --------------------------- | ------------------ | ------------------ | ----- | ----- |
| Universidad de Chile | 2009              | 0                   | 0                   | 0                | 0                | 0                           | 0                           | —                  | —                  | 0     | 0     |
| Universidad de Chile | 2010              | 10                  | 2                   | 1                | 0                | 2                           | 0                           | —                  | —                  | 13    | 2     |
| Universidad de Chile | 2011              | 8                   | 2                   | 0                | 0                | 1                           | 0                           | 1                  | 1                  | 10    | 3     |
| Universidad de Chile | 2012              | 1                   | 0                   | 0                | 0                | 0                           | 0                           | —                  | —                  | 1     | 0     |
| Universidad de Chile | Total             | 19                  | 4                   | 1                | 0                | 3                           | 0                           | 1                  | 1                  | 24    | 5     |
| Total na carreira    | Total na carreira | 19                  | 4                   | 1                | 0                | 3                           | 0                           | 1                  | 1                  | 24    | 5     |

- a. ^ Jogos da Copa Chile
- b. ^ Jogos da Copa Libertadores e Copa Sul-Americana
- c. ^ Jogos do Jogo amistoso

## Títulos
Universidad de Chile
- Campeonato Chileno (Torneo Apertura): 2011
- Campeonato Chileno (Torneo Clausura): 2011
- Copa Sul-Americana: 2011

 Título invicto